# Brixia albotincta
Brixia albotincta är en insektsart som beskrevs av Synave 1965. Brixia albotincta ingår i släktet Brixia och familjen kilstritar. Inga underarter finns listade i Catalogue of Life.